# Survivor Series 1988
Survivor Series 1988 was een pay-per-viewevenement in het professioneel worstelen dat georganiseerd werd door World Wrestling Federation. Dit evenement was de tweede editie van Survivor Series en vond plaats in het Richfield Coliseum in Richfield (Ohio) op 24 november 1988.

## Matchen
| Nr.                                                                          | Match | Winnaar(s)                                                                                        |
| ---------------------------------------------------------------------------- | --- | ------------------------------------------------------------------------------------------------- |
| 1                                                                            | The Ultimate Warrior, Brutus Beefcake, Sam Houston, The Blue Blazer en Jim Brunzell vs. The Honky Tonk Man, Ron Bass, Danny Davis, Greg Valentine en Bad News Brown (met Jimmy Hart) in een 5-op-5 Survivor Series elimination match | The Ultimate Warrior, Brutus Beefcake, Sam Houston, The Blue Blazer en Jim Brunzell               |
| 2                                                                            | Demolition (Ax & Smash), The Brain Busters (Arn Anderson & Tully Blanchard), The Bolsheviks (Nikolai Volkoff & Boris Zhukov), The Fabulous Rougeaus (Raymond & Jacques) en The Conquistadors (Uno & Dos) (met Mr. Fuji, Bobby Heenan, Slick & Jimmy Hart) vs. The Powers of Pain (The Warlord & The Barbarian), The Rockers (Shawn Michaels & Marty Jannetty), The British Bulldogs (Davey Boy Smith & Dynamite Kid), The Hart Foundation (Bret Hart & Jim Neidhart), en The Young Stallions (Jim Powers & Paul Roma) in een tag team Survivor Series elimination match | The Powers of Pain, The Rockers, The British Bulldogs, The Hart Foundation en The Young Stallions |
| 3                                                                            | André the Giant, Rick Rude, Dino Bravo, Mr. Perfect en Harley Race (met Bobby Heenan & Frenchy Martin) vs. Jim Duggan, Jake Roberts, Scott Casey, Ken Patera en Tito Santana in een 5-op-5 Survivor Series elimination match | André the Giant, Rick Rude, Dino Bravo, Mr. Perfect en Harley Race                                |
| 4                                                                            | The Twin Towers, Ted DiBiase, Haku en The Red Rooster (met Slick, Bobby Heenan & Virgil) vs. The Mega Powers, Hercules, Koko B. Ware en Hillbilly Jim (met Miss Elizabeth) in een 5-op-5 Survivor Series elimination match | The Mega Powers, Hercules, Koko B. Ware en Hillbilly Jim                                          |
| (c) huidige kampioen voor en na de match \| (nc) nieuwe kampioen na de match | |                                                                                                   |